# 오수진 (변호사)
오수진(1986년 10월 1일 ~ )는 대한민국 변호사이며, 현재 법무법인 큐브 서울사무소에서 일하고 있다.  2015년 1월 '달콤한 나의 도시' 촬영감독과 결혼했다.

## 학력
- 한국항공대학교 졸업
- 경북대학교 로스쿨 석사과정 졸업
- 고려대학교 법과대학 박사과정 수료

## 방송 출연
코인법률방 시즌1,2 법대법, 모닝와이드, 행복한 아침 법률코너,kbs2 경제타임 등
- 아침마당 2018년 7월 19일 <8164회> [객관식토크 나는 몇번?]《100만 원으로 여행한다면? / 휴가지 자릿세? (1.정당하다.2.부당하다.) / 》 패널 출연